# Saville Island
Saville Island ist eine unbewohnte Insel im australischen Bundesstaat Western Australia. Die Insel liegt im Pentecost River, im Scambridge Gulf. Sie ist 3,6 Kilometer vom australischen Festland entfernt. 
Die Insel ist 170 Meter lang und 40 Meter breit. In der Nähe liegen die Inseln Adolphus Island, Kent Island und Fairfax Island.